# كليفورد أندو
كليفورد أندو (بالإنجليزية: Clifford Ando)‏ هو عالم لغوي كلاسيكي ومؤرخ أمريكي، ولد في 1969.